# Osječani Donji
Osječani Donji (cyr. Осјечани Доњи) – wieś w Bośni i Hercegowinie, w Republice Serbskiej, w mieście Doboj. W 2013 roku liczyła 687 mieszkańców.